# Els nens del Brasil
Els nens del Brasil (original: The Boys from Brazil) és una pel·lícula britànico-estatunidenca dirigida per Franklin J. Schaffner, estrenada el 1978, adaptació de la novel·la homònima d'Ira Levin. Ha estat doblada al català.

## Argument
Viena, Àustria, una mica abans dels anys 1980. Ezra Lieberman és un cèlebre caçador de nazis (inspirat en Simon Wiesenthal) que viu amb la seva germana en un pis vell. Rep un dia la trucada d'un jove jueu, Barry Kohler, procedent del Paraguai, que ha trobat el rastre de nombrosos oficials nazis i pensa que es prepara un complot. Malgrat les recomanacions de Lieberman que li suggereix vivament anar-se’n del país per la seva pròpia seguretat, Kohler decideix saber-ne més. Després d'haver descobert la vil·la on es mantindrà una reunió secreta, suborna un jove criat per col·locar-hi un micro. L'estratagema funciona.
El cap d'aquesta conspiració no és altre que el macabre Josef Mengele, antic metge del camp d'extermini d'Auschwitz, i conegut per les experiències pseudomèdiques que va efectuar en els presoners durant la Segona Guerra Mundial.
Mengele descriu als seus comparses el projecte d'assassinat en dos anys de 94 funcionaris arreu del món. Tots tenen en comú de ser pares de família, sexagenaris i tenir una esposa molt més jove que ells. Aquests assassinats han de passar per accidents.
Mentre el jove Barry grava la conversa, el micro és descobert. Fuig, torna al seu hotel, telefona a Lierberman i li fa escoltar el casset just abans de ser assassinat.
El vell Ezra, en principi dubitatiu, portarà la investigació i gràcies als nombrosos articles de premsa que li transmet un amic periodista, ret visita a les vídues, el marit sexagenari de les quals han perdut de sobte la vida.
Quina no és la seva sorpresa quan troba, a milers de quilòmetres de distància, els fills d'aquests desgraciats: tots s'assemblen! A més, tots han estat adoptats.
Mentre que els homicidis prossegueixen, la curiositat i sobretot la notorietat de Lieberman posen nerviosos els socis de la conspiració, que aturen el projecte contra l'opinió de Mengele. Massa tard! El caçador de nazis descobreix l'horrible veritat: aquests joves nois escampats per Amèrica i Europa són els clons d'Adolf Hitler! L'objectiu? Establir, en un temps, el 4t Reich.
Descobert el seu complot, els oficials nazis cremen la casa de Joseph Mengele, esborren els rastres però el perden per poc. Aquest ja ha agafat l'avió per anar al Canadà per tal de continuar la seva obra i eliminar el molest caçador jueu. Després d'haver matat un altre pare de família, el sinistre doctor s'enfronta el seu vell enemic que ha arribat mentrestant. Té lloc una llarga lluita, interrompuda pels dobermans de la propietat. Bobby, el fill de la casa, entra aleshores i ordena als gossos d'atacar. Trossejat per aquests monstres, Mengele sucumbeix i permet així a Ezra de sostreure la llista de les famílies encara en perill per finalment destruir-la.

## Repartiment
- Gregory Peck: el doctor Josef Mengele
- Laurence Olivier: Ezra Lieberman
- James Mason: Eduard Seibert
- Lilli Palmer: Esther Lieberman
- Uta Hagen: Frieda Maloney
- Steve Guttenberg: Barry Kohler
- Denholm Elliott: Sidney Beynon
- Rosemary Harris: Sra. Doring
- John Dehner: Henry Wheelock
- John Rubinstein: David Bennett
- Anne Meara: Sra. Curry
- Jeremy Black: Jack Curry / Simon Harrington / Erich Doring / Bobby Wheelock
- Bruno Ganz: el Professor Bruckner
- Walter Gotell: Mundt
- David Hurst: Strasser
- Wolfgang Preiss: Lofquist
- Joachim Hansen: Fassler
- Monica Gearson: Gertrud Mundt

## Premis i nominacions

### Premis
- 1978. Millor actor per Laurence Olivier per la National Board of Review

### Nominacions
- 1979. Oscar al millor actor per Laurence Olivier
- 1979. Oscar al millor muntatge
- 1979. Oscar a la millor banda sonora
- 1979. Globus d'Or al millor actor dramàtic per Gregory Peck

## Al voltant de la pel·lícula
- El rodatge s'ha desenvolupat a Anglaterra, Àustria, Estats Units i Portugal.
- La cançó We're Home Again  ha estat composta per Jerry Goldsmith i interpretada per Elaine Paige.
- El verdader Josef Mengele, qui vivia a São Paulo, al Brasil, va morir uns mesos després de l'estrena de la pel·lícula.
- Tot i que aquí interpreta un famós caçador de nazis, Laurence Olivier va ser, el 1976, un aterridor criminal de guerra nazi acorralat per Dustin Hoffman a Marathon Man.
- James Mason, que interpreta un antic oficial nazi encarregat de supervisar el pla del doctor Mengele, ja havia interpretat el de l'oficial alemany Erwin Rommel a La Guineu del desert  (1951) i  Les Rates del desert  (1953).